# 제비고깔속

제비고깔속 또는 델피니움(Delphinium)은 미나리아재비과(Ranunculaceae)에 속하는 약 300종의 일년생 및 다년생 꽃식물의 속으로, 북반구 전역과 열대 아프리카의 높은 산에 자생한다. 이 속은 칼 폰 린네에 의해 확립되었다.
제비고깔속의 모든 개체는 인간과 가축에 독성이 있다.
이 속명의 영단어 Delphinium은 "돌고래"를 의미하는 고대 그리스 단어 δελψνιον(delphínion)에서 유래되었으며, 의학적 문제(De Materia Medica)에서 종달새의 일종으로 사용된 이름이다. 페다니우스 디오스코리데스(Pedanius Dioscorides)는 이 식물이 돌고래 모양의 꽃 때문에 그 이름을 얻었다고 말했다.

## 독성
이 식물의 모든 부분은 인간에게 독성이 있는 것으로 간주되며, 특히 어린 부분은 섭취할 경우 심각한 소화 장애를 일으키고 피부 자극을 유발한다. 특히 키가 큰 종류는 미국 서부 방목지에서 가축 중독의 중요한 원인이다. 라크스퍼는 고지대에서 더 흔하며, 많은 목장주들은 식물의 독성이 감소하는 늦여름까지 소를 해당 지역으로 옮기는 것을 미룬다. 사망은 심장 독성 및 신경근 차단 효과를 통해 발생하며 섭취 후 몇 시간 이내에 발생할 수 있다. 식물의 모든 부분에는 메틸리코니틴으로 대표되는 다양한 디테르페노이드 알칼로이드가 포함되어 있으며 독성이 매우 높다.